# Métamorphose en bord de ciel
 (janvier 2023).
Si vous disposez d'ouvrages ou d'articles de référence ou si vous connaissez des sites web de qualité traitant du thème abordé ici, merci de compléter l'article en donnant les références utiles à sa vérifiabilité et en les liant à la section « Notes et références ».
Métamorphose en bord de ciel est le quatrième livre de Mathias Malzieu sorti le 16 mars 2011, chanteur du groupe de rock Dionysos.

## Synopsis
Cloudman est un mauvais cascadeur. Après une énième fracture, le médecin décèle chez lui une maladie incurable. Tom commence un long séjour hospitalier pour venir à bout de « la Betterave ». Pour le sauver, une femme-oiseau lui propose un pacte : elle peut le transformer en oiseau mais, en échange, elle demande un enfant.

## Ambiance
Dans la suite de Maintenant qu'il fait tout le temps nuit sur toi et de La Mécanique du cœur, Métamorphose en bord de ciel, nous raconte l’histoire d'une vie, à la recherche de liberté, et d'une autre à la recherche d'amour. C'est un voyage initiatique, poétique, mélancolique dans la lignée des précédents.

## Anecdote
Le personnage fétiche de Mathias Malzieu, Giant Jack, héros de La Mécanique du cœur et personnage à part entière dans Maintenant qu'il fait tout le temps nuit sur toi, réapparaît à titre anecdotique dans Métamorphose en bord de ciel, en effet il se révèle être un ancêtre de l'un des personnages et se présente être comme l'inventeur du Dreamoscope. Giant Jack est donc à nouveau mentionné et son rôle d'inventeur est confirmé (on apprend qu'il a en effet inventé le sanglophone (ou thérémine) dans Maintenant qu'il fait tout le temps nuit sur toi.